# اجاره خودرو
اجاره خودرو سازوکاری است که در آن مدت زمان کوتاهی، چند ساعت یا چند هفته یا چند ماه، خودرویی را اجاره می‌دهند. شرکت‌های خودرو اغلب با شاخه‌های محلی متعدد (که به شخص اجازه می‌دهد یک خودرو را به مکان دیگر ببرد)، و بیشتر در نزدیکی فرودگاه‌ها یا مناطق شلوغ شهر قرار دارند و اغلب توسط یک وبسایت که امکان رزرو آنلاین را فراهم می‌کند تکمیل می‌شوند.
شرکت‌های اجاره خودرو بیشتر به افرادی که نیاز به وسایل نقلیه موقت دارند، به عنوان مثال کسانی که خودرو ندارند، مسافران خارج از شهر و کشور یا صاحبان خودروهای آسیب شده هستند. شرکت‌های اجاره خودرو همچنین می‌توانند به نیازهای صنعتی خود حرکت کنند، با اجاره کامیون‌ها و اتوبوس‌ ها، و در بازارهای خاص، انواع وسایل نقلیه مانند موتور سیکلت یا اسکوتر نیز ارائه می‌شود.
شرکت‌های اجاره خودرو نیز معمولاً محصولات اضافی مانند بیمه ثالث، بیمه بدنه خودرو، سیستم موقعیت‌یابی جی‌پی‌اس، سیستم‌های سرگرمی و رفاهی، صندلی‌های ایمن برای کودکان را ارائه می‌دهند.

## پیشینه
اعتقاد بر این است که صنعت اجاره خودرو برای اولین بار در سال ۱۹۱۶ در آمریکا شروع به فعالیت کرد. برای اولین بار فردی به نام جو ساندرز تصمیم گرفت که اتومبیل فورد خود را به تاجران و بازرگانان محلی و توریستها اجاره دهد. او یک کیلومتر شمار بر روی ماشین مورد علاقه اش نصب کرد و به ازای هر مایل (۱٫۵ کیلومتر) ۱۰ سنت از کسانی که اتومبیل را اجاره می‌کردند پول دریافت می‌کرد.
طولی نکشید که ساندرز متوجه شد که یک ایده کسب وکار پر سودی را عملی کرده‌است. شرکت اجاره خودرو ساندرز در سال ۱۹۲۵ در ۲۱ ایالت به صورت رسمی شروع فعالیت کرد.
رقبای ساندرز متوجه مدل منحصر به فرد اجاره خودرو ساندرز شدند؛ بنابراین والتر ال جیکوبس شروع به اجاره دادن خودروهای خود کرد و در سال ۱۹۲۳ درآمد جیکوبس به بیش از یک میلیون دلار در سال رسید. در نتیجه به عنوان رقیب اصلی ساندرز شناخته شد.
در اواسط دهه ۱۹۲۰ جان هرتز (صاحب شرکت Yellow Cab در شیکاگو) شرکت اجاره خودروی جیکوبس را خریداری کرد. سپس در انگلستان، شرکت اجاره خودرو با نام Godfrey Davis در سال ۱۹۲۰ ایجاد شد و توسط Europcar در سال ۱۹۸۱خریداری شد.

## جنگ جهانی دوم و تأثیر آن بر صنعت اجاره خودرو
با آغاز جنگ جهانی دوم و با توسعه سیستم ریلی کشور، تقاضای اجاره اتومبیل در آمریکا با رشد قابل توجهی مواجه شد. شرکت توسعه راه‌آهن با شرکت‌های اجاره خودرو همکاری کردند و در ایستگاه‌های راه‌آهن غرفه‌هایی را به اجاره خودرو اختصاص دادند.
بعد از جنگ جهانی دوم صنعت اجاره خودرو به رشد خود ادامه داد. با رشد خطوط هوایی نیاز به اجاره خودرو نیز بیشتر شد. به همین دلیل شرکت‌های کرایه اتومبیل در فرودگاه‌ها نیز محلهایی را برای اجاره خودرو در نظر گرفتند.
در سال ۱۹۴۶ آقای وارن آیویس سیستم اجاره خودروی خود را با ۳ اتومبیل آغاز کرد. بر خلاف سایر شرکت‌ها که فقط بر روی اجاره خودرو در مراکز شهر متمرکز بودند آیویس تمام تلاش خود را برای ایجاد خدمات اجاره خودرو در فرودگاه‌ها معطوف کرد. آیویس برای رشد کسب و کار خود با خطوط هوایی نیز شروع به مذاکره کرد.
نهایتاً در سال ۱۹۷۴، ۲۴ شرکت اجاره خودرو با هم متحد شده و سیستم ملی اجاره اتومبیل را در سنت لوئیس میسوری به وجود آوردند.

## چگونگی
بسیاری از دفترهای اجاره خودرو انواع زیادی از وسایل نقلیه را با توجه به بودجه و نیازهای شهر مورد نظر استفاده قرار می‌دهند و بعضی نیز وسایل نقلیه تخصصی را با توجه به مکان خود مانند خودروهای هیبریدی / الکتریکی به مشتریان ارائه می‌دهند. در فرودگاه‌های بزرگ یا در شهرهای بزرگ، برخی از شرکت‌های اجاره خودرو، اجاره انواع ماشین‌های ایرانی و خارجی و همچین لوکس را برای اجاره ارائه می‌کنند.
بعضی شرکتها و موسسات مبتی بر خودرو صرفاً اقدام به اجاره خودرو از مالک و سپس اجاره مجدد با قیمتی بالاتر به متقاضی اجاره خودرو اقدام می‌کنند. در این میان بعضی دیگر اقدام به خرید خودرو و اجاره مستقیم به متقاضی می‌نمایند و بعضی از موسسات اجاره خودرو در سراسر دنیا بالغ بر ۵۰۰۰ خودرو را مالک هستند و در اختیار دارند.

## شرایط
اجاره خودرو شرایط اجاره آنها با شهر یا کشورهای دیگری متفاوت است و از یک شرکت به دیگری متفاوت است. به‌طور کلی، خودرو باید همان شرایطی که اجاره داده می‌شود، بازگردانده شود و اغلب نباید بیشتر از مسافت تعیین شده بیشتر بروند، در غیر این صورت هزینه اضافی کیلومتر باید پرداخت نماییند.
برخی شرکت‌ها حداقل یا حداکثر سن مجاز برای رانندگی تعیین کرده‌اند. در بعضی از کشورهای، سن قانونی برای اجاره خودرو ۲۵ سال باشد، ولی در ایران سن قانونی برای رانندگی ۱۸ سال است.

## مدارک
برخی از مدارکی که برای اجاره خودرو لازم است : 
- گواهینامه رانندگی
- مدرک شناسایی
- ارائه مدرک شغلی (برای اطلاع بیشتر از مدرک شغلی به صفحه مدارک مراجعه کنید)
- یک فقره چک یا سفته به مبلغ ارزش خودرو برای ضمانت
- ودیعه نقدی یا دیپوزیت

## اجاره خودرو در ایران
در ایران شرکت‌های زیادی در زمینه خودرو فعالیت می‌نمایند. بیشتر برندهای خودرو مازراتی ، پورشه ، بی ام و ، بنز ، تویوتا ، کیا ، هیوندای ، پژو مورد علاقه مردم ایران است.